# Řád Panny Marie Karmelské

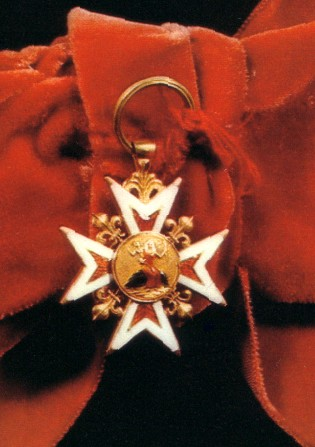
Isignie řádu

Řád Panny Marie Karmelské (francouzsky Ordre de Notre-Dame du Mont-Carmel) byl francouzský rytířský řád, založený 12. dubna 1606 francouzským králem Jindřichem IV. a schválený roku 1607 papežem Pavlem V.
Řád byl zasvěcen Panně Marii Karmelské a jeho posláním bylo bojovat proti herezi, čímž byli myšleni protestantští hugenoti. Tímto se Jindřich IV., který roku 1593 konvertoval z protestantismu ke katolicismu, snažil sblížit s papežem. Členství v řádu bylo vyhrazeno příslušníkům vysoké šlechty.
Řádovým odznakem byl červeno-zlatý kříž s medailonem Pany Marie, zavěšený na karmínové stuze. Zmíněný medailon je doposud na rubu řádového odznaku řádu sv. Lazara. Řádový plášť byl fialový s vyšitým červeno-zlatým křížem.
Velmistr řádu měl slíbený roční příjem 1800 dukátů a každý rytíř 500 dukátů. Nový řád však neměl žádné majetky, z nichž by bylo možno tyto renty platit. Oproti tomu řád sv. Lazara ve Francii vlastnil řadu statků a proto v se říjnu 1608 Jindřich IV. rozhodnul spojit nový řád s řádem sv. Lazara a za tím účelem jmenoval lazariánského velmistra Philiberta de Nérestang velmistrem řádu Panny Marie Karmelské. Nicméně papež toto spojení neuznal, protože zamýšlel spojit lazariány s Maltézským řádem a lazariánští velmistři nebyli papežem uznáváni jako velmistři řádu Panny Marie Karmelské. Až roku 1668 byla tato personální unie uznána papežským legátem pro Francii, nicméně tento souhlas byl již roku 1693 odvolán. Oba řády tedy měly společného velmistra, ale rytíři byli přijímáni odděleně a ke skutečnému splynutí nikdy nedošlo. Každý řád si podržel své uniformy a hodnostáře, takže společný byl pouze velmistr a majetek.
Řád byl zrušen roku 1830, čímž se řád sv. Lazara stal opět samostatným.